# Lê Thị Diễm My
Lê Thị Diễm My (sinh ngày 23 tháng 8 năm 1996) là một cầu thủ bóng đá người Việt Nam thi đấu ở vị trí hậu vệ cho câu lạc bộ Than Khoáng Sản và đội tuyển nữ quốc gia Việt Nam.

## Thống kê
Tính đến ngày 10 tháng 7 năm 2023
| Đội tuyển quốc gia | Năm       | Số trận | Bàn thắng |
| ------------------ | --------- | ------- | --------- |
| Việt Nam           | 2019      | 1       | 0         |
| Việt Nam           | 2020      | 0       | 0         |
| Việt Nam           | 2021      | 0       | 0         |
| Việt Nam           | 2022      | 5       | 0         |
| Việt Nam           | 2023      | 8       | 0         |
| Tổng cộng          | Tổng cộng | 14      | 0         |